# Минона
Саломо Фридлендер (нем. Salomo Friedlaender) (4 мая 1871, Познань — 9 сентября 1946, Париж) — немецкий философ и писатель, более известный под псевдонимом Минона (нем. Mynona; слово «Аноним» наоборот).

## Биография

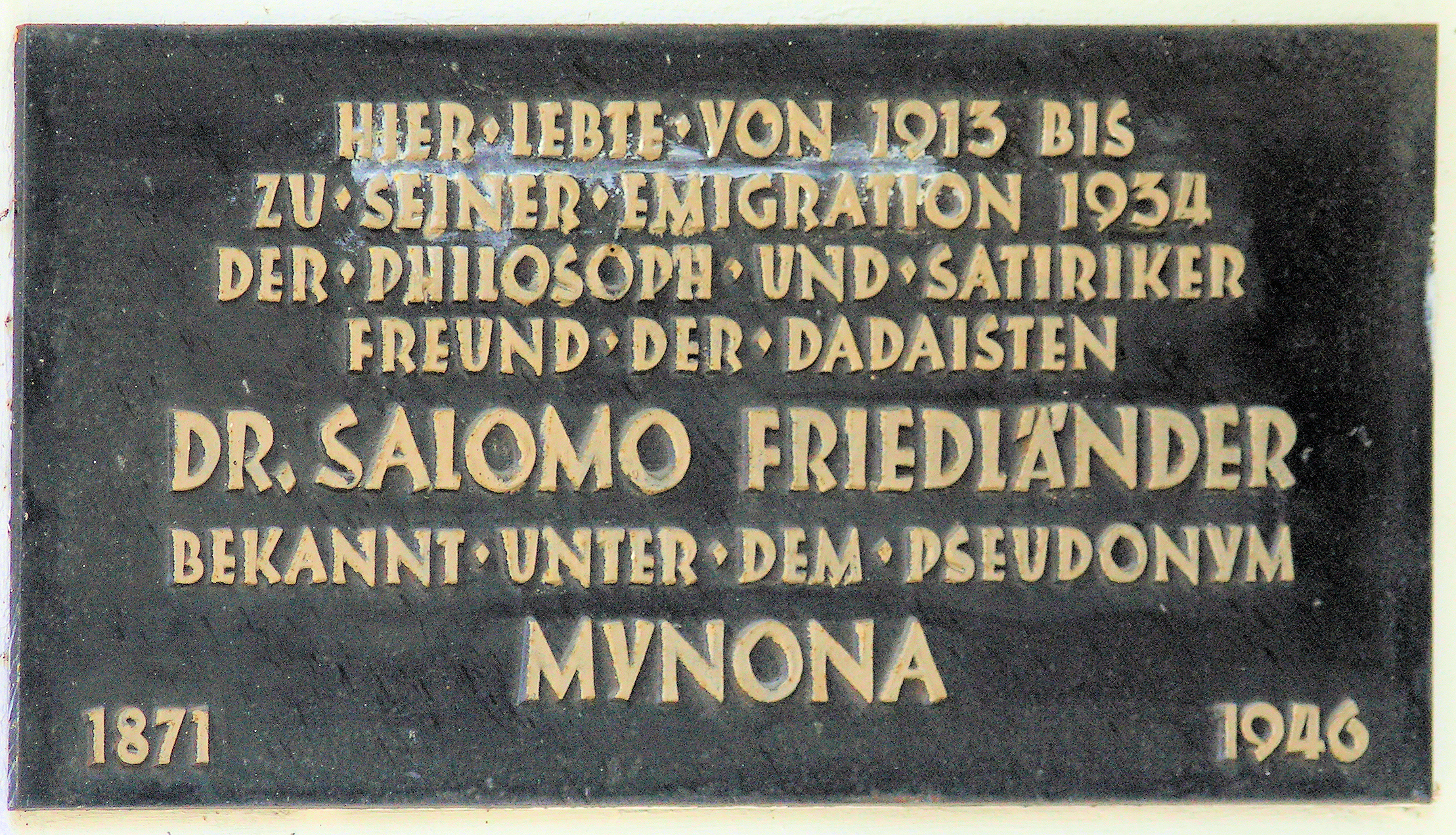
Памятная табличка

Родился в семье преуспевающего врача. В возрасте 23 лет изучал медицину в Мюнхене, затем перешёл на изучение философии, археологии, истории и историей искусства в Йене. Это обучение он закончил в 1902 году, получив степень доктора философии.
Под своим настоящим именем Саломо Фридлендер опубликовал целый ряд философских сочинений. Оказал большое влияние на Фрица Перлза, который подчеркивал, что психоанализ Фрейда и философия Фридландера с концепцией «creative indifference» (творческой индифферентности) были его главными духовными истоками. Точка творческой индифферентности или баланса (void или point of balance) — это то место, где происходит дифференциация на противоположности, поскольку все существующие вещи определяются полярностями.
В 1929 году Минона сатирически высмеял прошлое Эриха Марии Ремарка, прославившегося благодаря роману «На Западном фронте без перемен». Однако своей книгой «Жил ли Эрих Мария Ремарк на самом деле?» он навлёк на себя резкую критику со стороны писателя Курта Тухольского.
После прихода к власти нацистов, Саломо эмигрировал в Париж, где и умер в 1946 году.

## Произведения
Тексты Фридлендера сочетают элементы экспрессионизма и дадаизма с формами гротеска и пародии, давая новый импульс литературному авангарду. Многие его тексты также содержат острую социальную критику. Он видел себя как гибрид Иммануила Канта и Чарли Чаплина.